# Aponuphis bilineata
Aponuphis bilineata är en ringmaskart som först beskrevs av Baird 1870.  Aponuphis bilineata ingår i släktet Aponuphis och familjen Onuphidae. Arten har ej påträffats i Sverige. Inga underarter finns listade i Catalogue of Life.